# Serguei Iutkevitx
Serguei Iòsifovitx Iutkèvitx (en rus: Сергей Иосифович Юткевич) fou un director de cinema i guionista soviètic i rus, nascut 28 a Sant Petersburg, Imperi Rus, i mort 24 a Moscou, Unió Soviètica.

## Biografia
La seva família, intel·lectuals burgesos d'ascendència caraïta, es van refugiar a Ucraïna a l'inici de la guerra civil. A Kíev es va fer amic de Grigori Kozintsev.
El 1921, Georgi Krizhitski, Grigori Kozintsev, Leonid Trauberg i Serguei Iutkevitx van publicar el manifest Excentrisme, que es va convertir en la plataforma teòrica del col·lectiu d'avantguarda soviètic "La fàbrica de l'actor excèntric".
Toca tots els gèneres: cinema de poesia, realisme socialista que pràcticament va inaugurar amb Vstretxni (1932); documentals lírics, Osvobozhdennaia Frantsia (lit. La França alliberada, 1944), Zdravstvui, Moskva! (lit. Salut, Moscou!, 1945), a l'estil de Tri pesni o Lenine (lit. Tres cançons sobre Lenin, 1934) de Dziga Vertov; pel·lícules de marionetes (Les Bains, 1962); transposicions teatrals (Otel·lo, 1955); biografies (Iàkov Sverdlov, Skanderbeg); caricatura burlesca (Les noves aventures del bon soldat Švejk, 1943); grans drames (Siujet dlia nebolxovo raskaza, lit. Trama per a una història curta, amb Nikolai Grinko i Marina Vlady).
En les sis pel·lícules que va dedicar a la vida de Lenin, entre d'altres el fabulós Lenin a París, amb Iuri Kaiurov i Claude Jade, es va negar a "interpretar el monument", d'acord amb el precepte de Marx: "No hi ha cap torsió als peus ni aurèola al voltant del cap". El seu tema dominant és la transformació psicològica d'un individu que treballa per adaptar-se a la nova realitat soviètica i esdevenir un líder allà, que és, en essència, la seva pròpia història.
Va guanyar dos cops el premi a la millor direcció del Festival de Cinema de Cannes: per Otel·lo el 1956 i per Lenin a Polònia el 1966. De les seves pel·lícules posteriors, Lenin a París (1981) és una de les més conegudes. El 1959, 1961 i 1967, respectivament, va ser membre del jurat del 1r Festival Internacional de Cinema de Moscou, del 2n Festival Internacional de Cinema de Moscou i President del Jurat del 5è Festival Internacional de Cinema de Moscou.
Va morir el 23 d'abril de 1985 a Moscou, als 80 anys. La seva dona va morir dos anys després, el 1987.

## Filmografia (selecció)

### Director
- 1925 - Даешь радио! (Daiox radio!, lit. Dona'm la ràdio), curtmetrage de 21'
- 1928 - Кружева (Krujeva, lit. L'encaix)
- 1929 - Черный парус (Txorni parus, lit. Vela negre)
- 1931 - Златые горы, (Zlatie gori, lit. Montanyes d'or)
- 1932 - Встречный (Vstretxni, lit. El comptador) co-realitzat amb Fridrikh Ermler
- 1934 - Анкара — сердце Турции (Ankara - serdtse Turtsii, lit. Ankara, cor de Turquia), documental
- 1937 - Как будет голосовать избирател (Kak budet golosovat izbiratel, lit. Com votarà l'elector)
- 1937 - Шахтеры (Xakhtiori, lit. Els miners)
- 1938 - Человек с ружьём (Txelovek s ruzhyom, lit. Un home amb pistola)
- 1940 - Яков Свердлов (Iakov Sverdlov)
- 1941 - Боевой киносборник № 7 (Boievoi kinosbornik nr. 7, lit. Col·lecció de pel·lícules de combat nr. 7), segment Эликсир бодрости (Eliksir bodrosti, lit. L'elixir del valor)
- 1942 - Швейк готовится к бою (Shveik gotovitsia k boiu, lit. Švejk es prepara per la guerra)
- 1943 - Новые похождения Швейка (Novie pokhozhdenia Xveika, lit. Noves aventures del soldat Švejk)
- 1944 - Освобожденная Франция (Osvobozhdennaia Frantsiia, lit. La França alliberada), documental
- 1945 - Здравствуй, Москва! (Zdravstvui, Moskva!, lit. Salut, Moscou!)
- 1946 - Молодость нашей страны (Molodost naxei strani, lit. La joventut del nostre país), curtmetratge documental
- 1947 - Свет над Россией (Svet nad Rossiei, lit. LLum sobre Rússia)
- 1948 - Три встречи (Tri vstrechi, lit. Tres trobades)
- 1951 - Пржевальский (Prjevalski)
- 1953 - Великий воин Албании Скандербег (Veliki voin Albani Skanderbeg, lit. El gran guerrer albanès Skanderberg)
- 1955 - Отелло (Otel·lo)
- 1957 - Поёт Ив Монтан (Poiot Ives Montand, lit. Yves Montand canta), documental
- 1957 - Рассказы о Ленине (Rasskazi o Lenine, lit. Històries sobre Lenin)
- 1962 - Баня (Bana, lit. El bany), dibuixos animats
- 1966 - Ленин в Польше (Lenin v Polxe, lit. Lenin a Polònia)
- 1967 - О самом человечом (O samom txelovechom, lit. Sobre l'home ell mateix), documental
- 1969 - Сюжет для небольшого рассказа (Siujet dlia nebolxovo raskaza, lit. Trama per a una història curta)
- 1969 - Маяковский смеётся (Maiakovski smeiotsia, lit. Maiakovski riu)
- 1981 - Ленин в Париже (Lenin v Parijé, lit. Lenin a París)

### Director artístic
- 1960 - Колыбельная (Kolibelnaia, lit. Cançó de bressol) de Mikhail Kalik

## Honors
- Artista popular de la Unió Soviètica (1962)
- Heroi del treball socialista (1974)